# Seznam vrcholů v Kysucké vrchovině

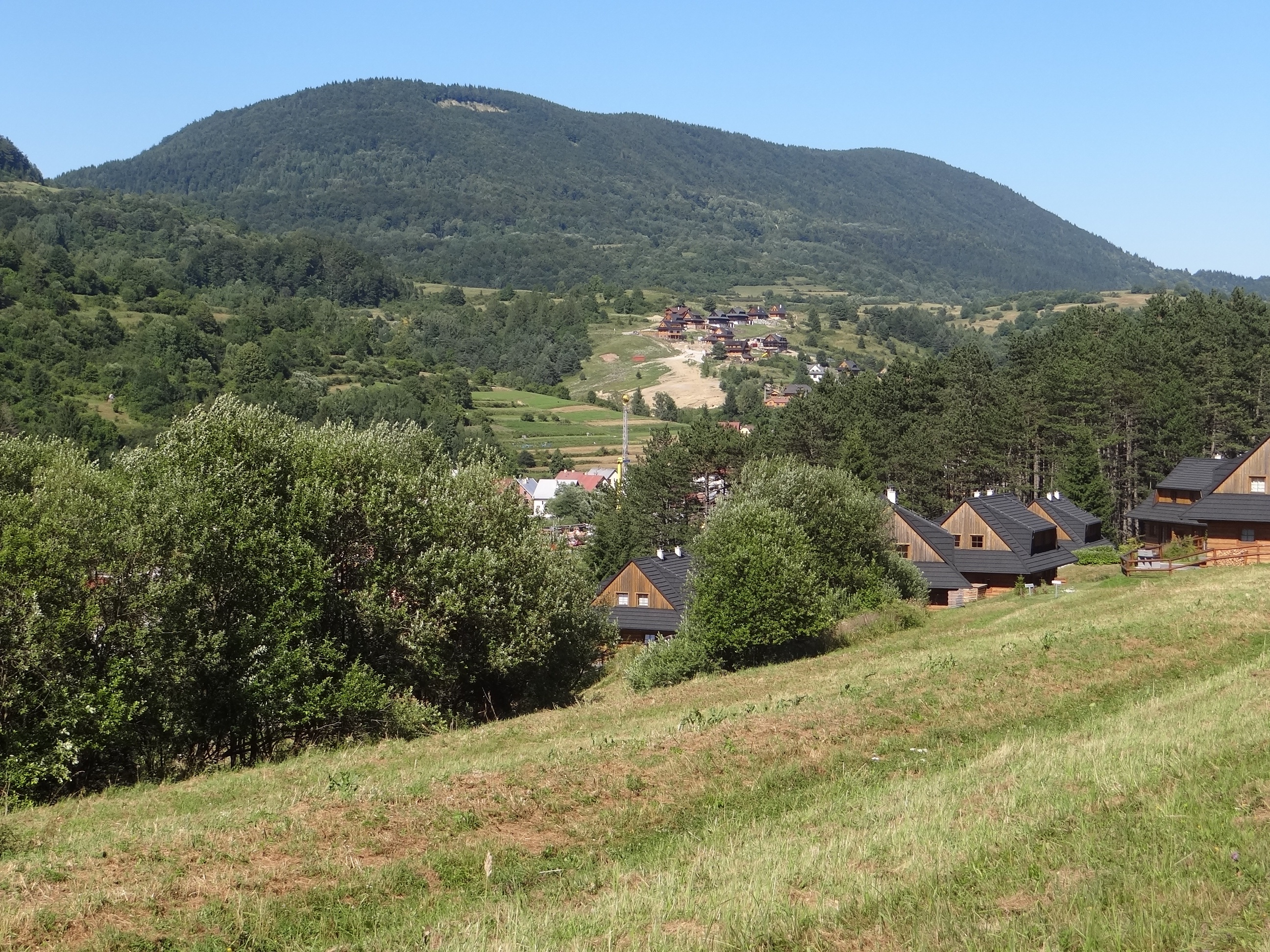
Pupov (1096 m n. m.)

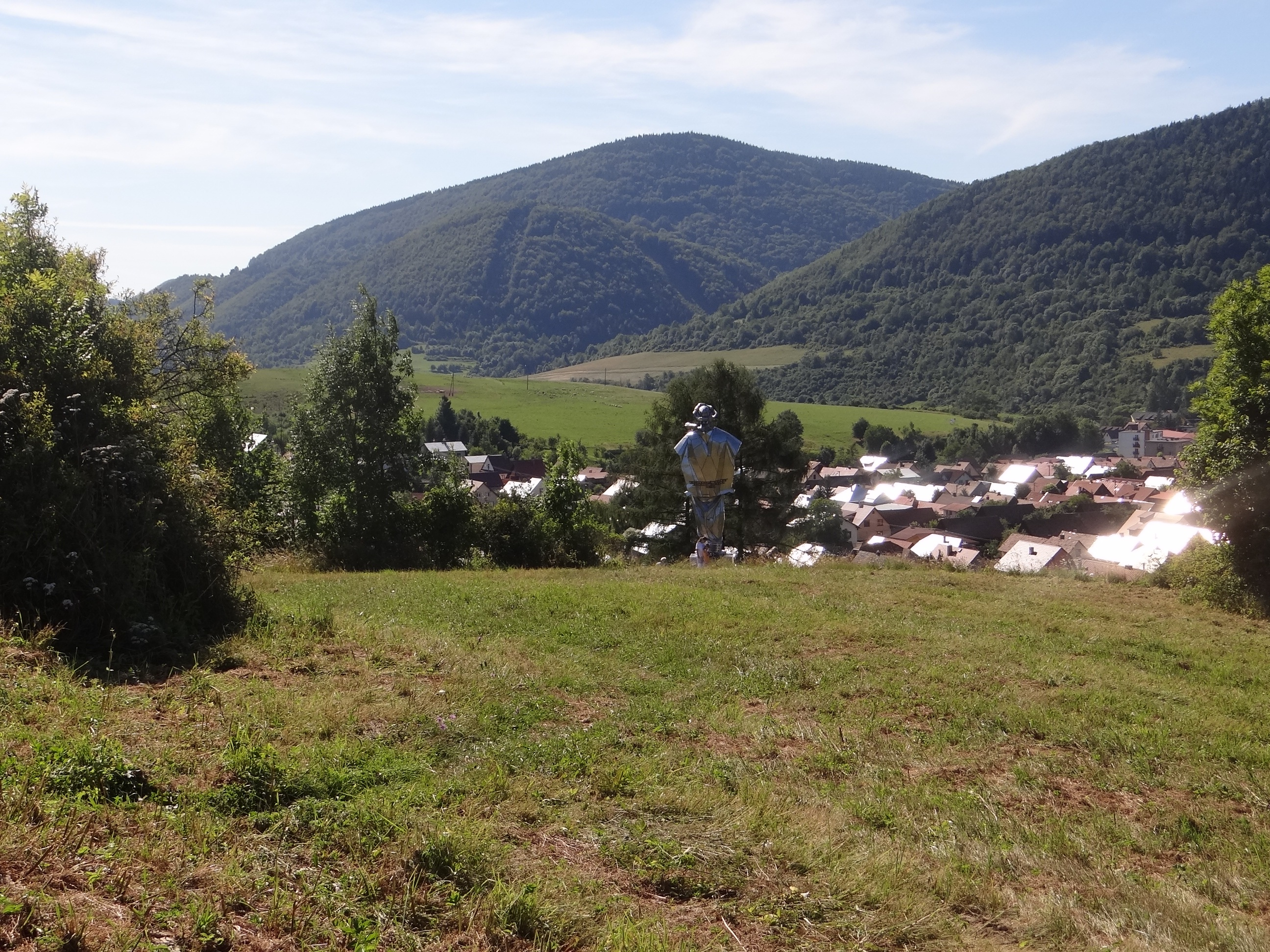
Okrúhlica (1076 m n. m.)

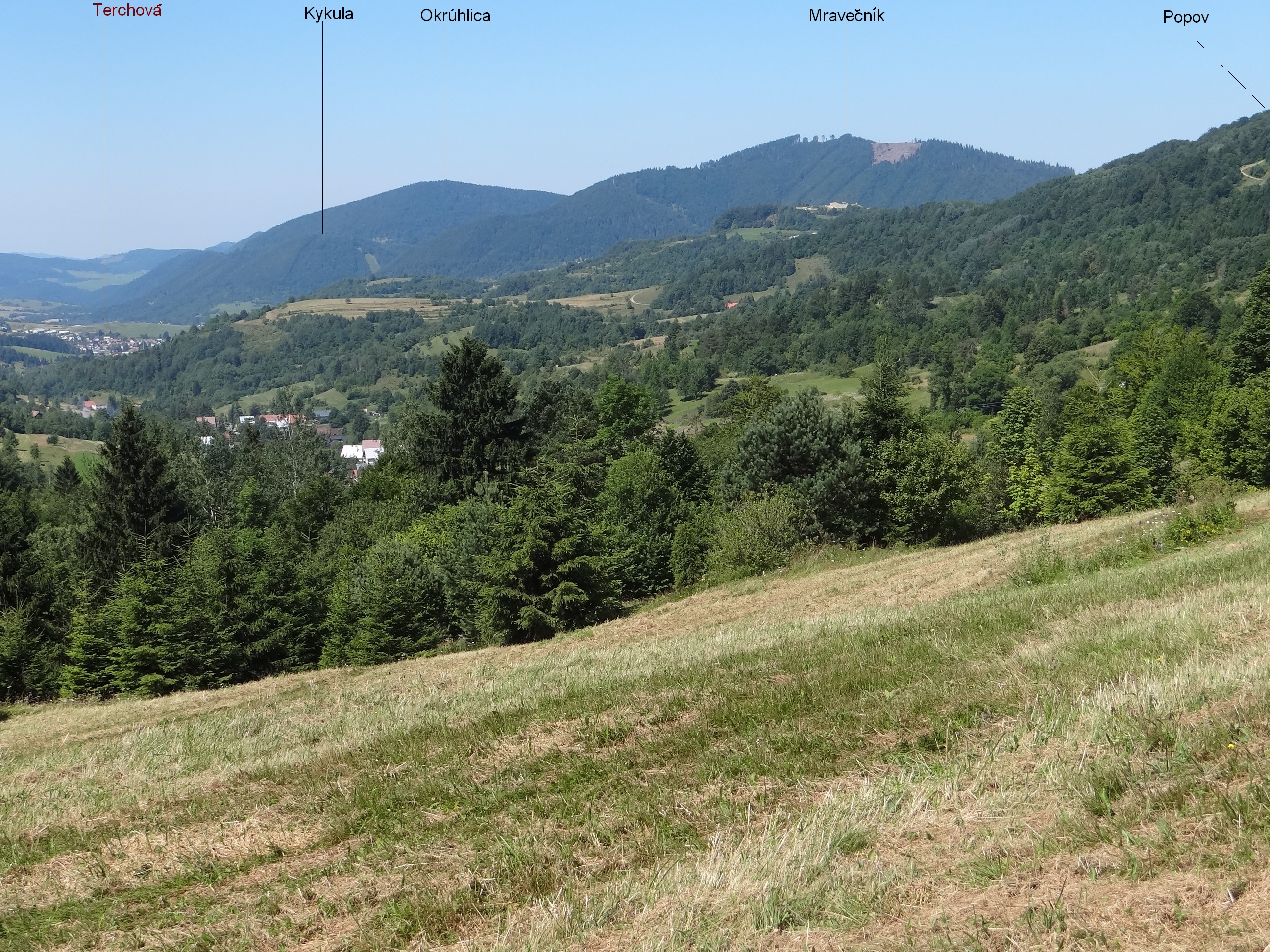
Okolí Terchové

Seznam vrcholů v Kysucké vrchovině zahrnuje pojmenované vrcholy s nadmořskou výškou nad 800 m. Seznam vychází z údajů dostupných na stránkách hiking.sk. 

## Seznam vrcholů
| #   | Vrchol         | Výška (m n. m.) | Souřadnice                       | Přístup                  |
| --- | -------------- | --------------- | -------------------------------- | ------------------------ |
| 1.  | Pupov          | 1096            | 49°16′34″ s. š., 19°06′01″ v. d. | neznačeno                |
| 2.  | Okrúhlica      | 1076            | 49°18′28″ s. š., 19°07′23″ v. d. | modrá turistická značka  |
| 3.  | Pupov II       | 1045            | 49°16′31″ s. š., 19°04′48″ v. d. | žlutá turistická značka  |
| 4.  | Zrúbanisko     | 1005            | 49°19′09″ s. š., 19°08′20″ v. d. | neznačeno                |
| 5.  | Ľadonhora      | 999             | 49°16′54″ s. š., 18°52′44″ v. d. | modrá turistická značka  |
| 6.  | Beskyd         | 994             | 49°20′02″ s. š., 19°08′46″ v. d. | zelená turistická značka |
| 7.  | Mravečník      | 993             | 49°16′16″ s. š., 19°00′43″ v. d. | neznačeno                |
| 8.  | Kýčera         | 974             | 49°18′52″ s. š., 19°06′02″ v. d. | neznačeno                |
| 9.  | Havranský vrch | 971             | 49°17′41″ s. š., 19°10′06″ v. d. | neznačeno                |
| 10. | Čierna Lutiša  | 952             | 49°18′52″ s. š., 18°59′12″ v. d. | neznačeno                |
| 11. | Kykula         | 940             | 49°19′02″ s. š., 19°07′15″ v. d. | neznačeno                |
| 12. | Okrúhlica      | 932             | 49°15′38″ s. š., 18°59′26″ v. d. | neznačeno                |
| 13. | Kýčera         | 923             | 49°19′42″ s. š., 18°59′16″ v. d. | neznačeno                |
| 14. | Černatín       | 922             | 49°19′03″ s. š., 18°54′39″ v. d. | neznačeno                |
| 15. | Magura         | 921             | 49°15′45″ s. š., 18°55′57″ v. d. | neznačeno                |
| 16. | Púpovček       | 919             | 49°17′23″ s. š., 19°06′58″ v. d. | neznačeno                |
| 17. | Holý vrch      | 912             | 49°17′11″ s. š., 18°51′31″ v. d. | modrá turistická značka  |
| 18. | Jedľovinka     | 906             | 49°17′18″ s. š., 19°09′08″ v. d. | neznačeno                |
| 19. | Grúniky        | 876             | 49°19′32″ s. š., 18°57′54″ v. d. | neznačeno                |
| 20. | Opálka         | 867             | 49°20′09″ s. š., 19°06′50″ v. d. | neznačeno                |
| 21. | Pálenica       | 856             | 49°17′00″ s. š., 19°08′26″ v. d. | neznačeno                |
| 22. | Obelec         | 841             | 49°18′05″ s. š., 18°53′55″ v. d. | neznačeno                |
| 23. | Kúčera         | 832             | 49°20′02″ s. š., 19°00′17″ v. d. | neznačeno                |
| 24. | Kykula         | 826             | 49°19′14″ s. š., 18°52′53″ v. d. | (traverz)                |
| 25. | Vrchrybník     | 823             | 49°18′01″ s. š., 18°58′40″ v. d. | neznačeno                |
| 26. | Veľký Vreteň   | 820             | 49°16′26″ s. š., 18°47′38″ v. d. | zelená turistická značka |
| 27. | Priehyb        | 813             | 49°19′14″ s. š., 18°52′53″ v. d. | neznačeno                |
| 28. | Kýčera         | 804             | 49°20′07″ s. š., 19°03′35″ v. d. | neznačeno                |